# 陈思锋
陈思锋（1963年12月—），男，汉族，福建人，中国生理学家，复旦大学上海医学院教授，博士生导师。现任中国生理学会副理事长。